# Johnson Controls

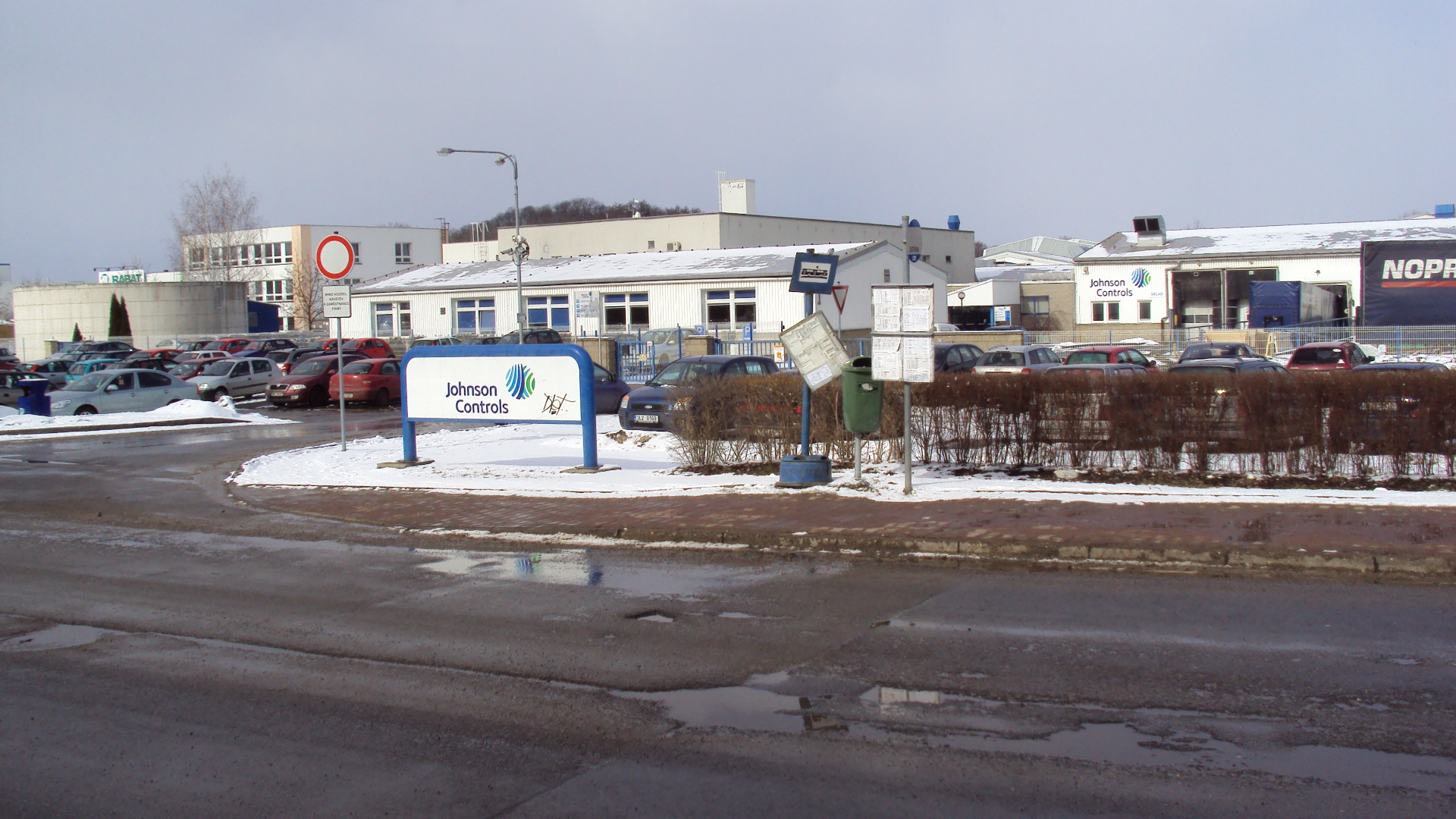
Vstup do areálu firmy Johnson Controls v České Lípě

Johnson Controls je americký koncern, který sídlí ve městě Milwaukee, ve státě Wisconsin, ve Spojených státech amerických.
V současné době se společnost Johnson Controls člení na 2 hlavní divize:
- Building Technologies & Solutions,
- Power Solutions.

V roce 2016 došlo k oddělení (tzv. spin-off) bývalé divize Automotive Experience do samostatné společnosti Adient. Tato společnost byla zalistována k 31. říjnu 2016 na New York Stock Exchange (NYSE).

## Historie
Společnost Johnson Controls byla založena v roce 1885 a jejím zakladatelem byl profesor Warren S. Johnson, který jako první patentoval elektrický pokojový termostat. Společnost se od roku 1885 stala technologickým vůdcem v oboru automatických systémů tepelné regulace budov a v následujících desetiletích provedla několik významných akvizicí. Díky akvizici se společností Globe-Union v roce 1978 vstoupila do oboru výroby automobilových baterií a v současné době je předním výrobcem olověných automobilových baterií. Další významná akvizice proběhla roku 1985 se společností Hoover Universal, čímž společnost Johnson Controls pronikla do průmyslového odvětví výroby automobilových sedadel. Nyní je společnost Johnson Controls celosvětově největším výrobcem automobilových sedadel.

## Finance
Americký koncern Johnson Controls dosáhl za fiskální rok 2008 tržeb ve výši 38,062 miliardy USD a zisk ve výši 979 milionů USD. V roce 2008 bylo zaměstnáno v celém koncernu více než 140 000 pracovníků. V každoročním přehledu pěti stovek společností s největšími tržbami na světě, který vydává renomovaný americký podnikatelský časopis Fortune pod názvem Fortune Global 500, se společnost Johnson Controls v roce 2008 umístila na 198. místě a svými tržbami tak předčila takové společnosti, jako jsou Coca Cola, Walt Disney, Mazda či jeden z největších konkurentů Magna International. Odborný časopis Automotive News vydal v červnu roku 2011 přehled nejvýznamnějších světových automobilových dodavatelů pod názvem TOP 100 Global OEM Parts Suppliers, kde se společnost Johnson Controls umístila na 7. místě. Dle tohoto přehledu docílily v roce 2010 největších tržeb v daném odvětví společnosti Robert Bosch GmbH, Denso Corp. a Continental AG.

## Johnson Controls Automobilové součástky, k. s.
Od roku 1992 je[zdroj?] součástí celosvětového koncernu Johnson Controls také společnost Johnson Controls Automobilové součástky, k. s., která vznikla v červnu roku 1992. V současné době se skládá z deseti odštěpných závodů po celé ČR a zaměstnává více než 6 000 zaměstnanců.[zdroj?] Tyto odštěpné závody lze rozdělit do dvou divizí – Trim a Seating systems.
Do divize Trim patří odštěpné závody v České Lípě, ve Stráži pod Ralskem a v Roudnici nad Labem. Tyto odštěpné závody se zabývají výrobou automobilových potahů. Do divize Seating systems lze zařadit odštěpný závod v Mladé Boleslavi, který se zabývá výrobou automobilových sedadel pro společnosti Škoda Auto a Volkswagen.

### Pobočky v České Lípě
V roce 1992 ve čtvrti Dubice koupila německá firma VB Autobaterie z Hannoveru státní podnik Akucel a výrobny postupně zmodernizovala, založila zde svou dceřinou společnost. O 10 let později tuto společnost převzala skupina Johnson Controls, která celou divizi výroben autobaterií převzala od firmy Varta. Pobočka v České Lípě plánuje v roce 2012 svou výrobu dále rozšiřovat.. Českolipská radnice se záměrem postavit další výrobní halu v lokalitě U obecního lesa souhlasí. V květnu 2014 byl nový závod na výrobu umělých hmot pro baterie otevřen. Do regionu přináší 100 pracovních míst.
V létě 2014 firma začala jednat s městem Nový Bor kvůli své potřebě získat další zaměstnance, šičky pro svou českolipskou pobočku.

### PobočkaStráž pod Ralskem
V roce 1993 ve Stráži společně dvě zahraniční firmy formou joint venture založily firmu TRIMCO. Nová firma zde zahájila činnost 28. října 1994. V lednu 1998 první ze zakládajících firem, mezinárodní koncern Johnson Controls odkoupila od druhé, belgické rodinné firmy ECA její vlastnický podíl a stala se tak 100% vlastníkem TRIMCA. V srpnu 2003 pak českolipská společnost Johnson Controls Automobilové součástky k.s. z TRIMCA udělala zápisem do obchodního rejstříku svůj odštěpný závod pod označením Johnson Controls Automobilové součástky, k.s., odštěpný závod Stráž pod Ralskem. Vyrábí zde komponenty pro automobilový průmysl. V roce 2008 zde bylo zaměstnáno 700 pracovníků.